# Пелеас и Мелизанда
Пелеас и Мелизанда (на френски: Pelléas et Mélisande) е опера от 5 действия с музика от Клод Дебюси и либрето от Морис Метерлинк.

## Действащи лица
| Действащи лица                             | Певчески глас           | На премиерата на 30 април 1902 (Диригент: Андре Месаже) |
| ------------------------------------------ | ----------------------- | ------------------------------------------------------- |
| Аркел, крал на Алемонда                    | бас                     | Félix Vieuille                                          |
| Женевиева, майка на Голо и Пелеас          | алт                     | Жана Роше                                               |
| Голо, внук на Аркел                        | баритон или бас-баритон | Ектор Дюфран                                            |
| Пелеас, по-малък внук на Аркел             | тенор                   | Жан Перие                                               |
| Мелизанда, жена на Голо                    | сопран                  | Мари Жардин                                             |
| Малкият Иньолд, син на Голо от първия брак | сопран                  | C Blondin                                               |
| Доктор                                     | бас                     | Viguié                                                  |

Действието се развива във и около един дворец край морето в Алемонда през Средновековието.